# SylWin alpha
SylWin alpha — офшорна трансформаторна платформа, яка конвертує отриману від вітрових електростанцій продукцію зі змінного у прямий струм для подальшої подачі на суходіл через кабель HVDC (ЛЕП прямого струму високої напруги).
Розташована в Північному морі на захід від острова Зильт (Фризький архіпелаг), платформа призначена для обслуговування трьох однотипних вітрових електростанцій потужністю по 288 МВт: Бутендік, DanTysk та Зандбанк.
Опорну основу («джекет») вагою до 7000 тонн та висотою 35 метрів спорудили в середині 2014 року в районі з глибиною моря 28,5 метра. Доставлену на баржі Eide-33 основну конструкцію вагою 5800 тон встановив плавучий кран Oleg Strashnov, при цьому оскільки вантажопідйомність судна становила лише 5000 тон використовувались допоміжні плавучі буї. Далі основу закріпили 9 палями вагою по 400 тонн, котрі мали довжину 105 метрів, діаметр 2,5 метри та заглиблювались під морське дно на 68 метрів.
Надбудову для обладнання («топсайд») платформи споруджували у Варнемюнде на баржі Nordic Giant 101. Остання доставила цю конструкцію вагою 14 000 тонн до місця монтажу та встановила на опорну основу методом насуву (float-over). Після цього окремі елементи змонтував лавучий кран Stanislav Yudin. Для обслуговування подальших налагоджувальних робіт з серпня 2014-го задіяли самопідіймальне судно Seajacks Hydra.
У вересні 2014-го судно Giulio Verne проклало два кабелі довжиною по 10 км між офшорною трасформаторною підстанцією ВЕС DanTysk та платформою SylWin alpha. Воно ж повинно було підключити і другу ВЕС Бутендік, для чого баржа AMT Explorer мала доставити кабель з Неаполя до Бремергафену. Але остання під час переходу перевернулась біля Сардинії, і хоча саме судно в підсумку відбуксирували для ремонту, проте котушка з кабелем вартістю 28 млн євро виявилась втраченою. Як наслідок, виконання контракту передали компанії ABB, котра за допомогою судна Topaz Installer, проклала до кінця 2014-го два кабелі довжиною по 37 км. Той же Topaz Installer у серпні 2015-го провів підключення третьої та останньої із запланованих вітрових електростанцій — Зандбанк.
Продукція ВЕС надходить на SylWin alpha під напругою 155 кВ, після чого на платформі здійснюється підвищення цього показника до 320 кВ з подальшим перетворенням у прямий струм. Видача електроенергії відбувається по двом підводним кабелям (SylWin1) довжиною по 160 км, для прокладання яких зокрема задіяли спеціалізоване судно Atalanti. Після виходу на суходіл починається ще одна ділянка довжиною 45 км до конвертерної станції в Бюттель, яка перетворює струм назад у змінний та видає його в мережу під напругою 400 кВ (= нім. класифікація: 380 кВ).
Остаточне введення станції в експлуатацію припало на 2015 рік.